# Julio Quintana
Julio Quintana (ur. 13 lipca 1904, zm. 16 czerwca 1981) – peruwiański piłkarz, reprezentant kraju, grający na pozycji pomocnika.

## Kariera piłkarska
Quintana całą swoją karierę grał w klubie Alianza Lima.
W 1930 roku został powołany przez trenera Francisco Bru na Mistrzostwa Świata. Podczas turnieju pełnił rolę zawodnika rezerwowego. Nie był powoływany na żaden turniej z cyklu Copa América. Nigdy nie udało mu się zadebiutować w reprezentacji. 

## Kariera trenerska
Quintana w latach 1937–1940 trenował zespół Alianza Lima. Wraz z drużyną awansował w 1939 do Primera División Peruana.